# 2025年2月中国大陆

## 2月1日
- 强制性国家标准《食用植物油散装运输卫生要求》正式实施。[1]

## 2月6日
- 黄旭华因病医治无效于6日20时30分在湖北武汉逝世，享年99岁。[2]

## 2月7日
- 第九届亚洲冬季运动会在黑龙江省哈尔滨市开幕。[3]

## 2月8日
- 四川省宜宾市筠连县沐爱镇金坪村发生山体滑坡。[4]截至9日11时，1人遇难，28人失联，2人受伤。[5]截至17日12时，10人遇难，19人失联，2人受伤。[6]

## 2月13日
- 电影《哪吒之魔童闹海》票房达100亿元，中国影史首部百亿元票房电影产生。[7]

## 2月14日
- 第九届亚洲冬季运动会闭幕。[8]

## 2月17日
- 中共中央召开民营企业座谈会，中共中央总书记习近平等党和国家领导人出席，多位民营企业负责人代表参会。[9][10][11]

## 2月20日
- 中国首口超万米科探井“深地塔科1井”日前在地下10910米完钻，成为亚洲第一、世界第二垂直深度井，还创下多项工程纪录。[12]
- 中国行星探测工程天问二号任务探测器运抵西昌卫星发射中心。[13][14]

## 2月21日
- 当地时间20日上午，南极长城站举行升旗仪式，庆祝建站40周年。[15]
- 中共中央军委主席习近平日前签署命令，发布新修订的《中国人民解放军内务条令》、《中国人民解放军纪律条令》、《中国人民解放军队列条令》（统称共同条令），自2025年4月1日起施行。[16]
- 山东省应急管理厅发布《泰安东平“9·3”重大道路交通事故调查报告》，建议追究5人刑事责任。[17]

## 2月25日
- 日前，中共中央、国务院印发《国家突发事件总体应急预案》。[18][19]

## 2月28日
- 国家统计局发布《中华人民共和国2024年国民经济和社会发展统计公报》。[20]
- 经最高人民法院核准，贵州省贵阳市中级人民法院依照法定程序对余华英执行死刑。[21]